# Japonský Tchaj-wan
Japonský Tchaj-wan bylo období dějin ostrova Tchaj-wan mezi lety 1895 a 1945, kdy byl ovládnut Japonským císařstvím.
V roce 1895, když říše Čching po japonském vítězství v první čínsko-japonské válce v Šimonosecké mírové smlouvě postoupila provincii Tchaj-wan, se ostrov Tchaj-wan spolu s Peskadorskými ostrovy stal závislým územím Japonska. Krátce trvající odbojové hnutí s názvem Republika Tchaj-wan resp. Republika Formosa, bylo japonskými vojáky potlačeno a rychle poraženo při Kapitulaci v Tchaj-nanu. Tím se skončil organizovaný odpor japonské okupace a započala se padesátiletá japonská nadvláda na Tchaj-wanu. 
Tchaj-wan byl první japonskou kolonii a může být brán jako první krok Japonska při uskutečnění jejich "Doktríny jižní expanze" z konce 19. století. Záměrem Japonska bylo přetvořit Tchaj-wan na "modelovou kolonii", jakýsi výstavní kousek. Velké úsilí bylo vynaloženo na zlepšení hospodářství ostrova, veřejné výstavby, průmyslu, kulturní japanizace a také na podporu potřeb japonské vojenské agrese v asijsko-pacifickém regionu. Japonsko zavedlo monopoly a do roku 1945 převzalo na ostrově kontrolu nad veškerým prodejem opia, soli, kafru, tabáku, alkoholu, zápalek, měr a vah a ropy. 
Administrativní vláda Japonska nad Tchaj-wanem po kapitulaci Japonska během období druhé světové války v září 1945 dospěla ke konci a území bylo vydáním Generálního příkazu č. 1 předáno pod správu Čínské republiky (ČR). Japonsko se své svrchovanosti nad Tchaj-wanem oficiálně vzdalo v sanfranciské mírové smlouvě, která nabyla účinnosti 28. dubna 1952. Mezi různými problémy Tchaj-wanu po druhé světové válce, kterými jsou například Incident 28. února, Den retrocese, tchajwanské ženy pro potěšení, národní identita, etnická identita a oficiální hnutí za nezávislost Tchaj-wanu, vyvolávají zkušenosti s japonskou nadvládou pořád smíšené názory. 

## Historie
Japonsko se snažilo rozšířit svou imperiální kontrolu nad Tchaj-wanem (dříve známý jako „Hornatá země“ (japonsky 高砂国, Hepburnův přepis Takasago-koku)) od roku 1592, kdy Hidejoši Tojotomi zahájil politiku expanze do zámoří a rozšíření japonského vlivu na jih. Několik pokusů o invazi na Tchaj-wan bylo neúspěšných, hlavně kvůli nemoci a ozbrojenému odporu domorodců na ostrově. V roce 1609 vyslal šógunát Tokugawa na průzkumnou misi na ostrov Harunobu Arima. V roce 1616 vedl Tóan Murajama neúspěšnou invazi na ostrov.

### Mudanský incident a jeho důsledky
V listopadu 1871 bylo 69 lidí na palubě plavidla z království Rjúkjú silnými větry nuceno přistát poblíž jižního cípu Tchaj-wanu. Měli konflikt s Pchajwanci, místními domorodci, a mnozí byli zabiti. Tato událost je známa jako Mudanský incident. V říjnu 1872 Japonsko požadovalo odškodnění od říše Čching a tvrdilo, že Rjúkjú je součástí Japonska. V květnu 1873 japonští diplomaté přijeli do Pekingu a předložili své nároky; nicméně čchingská vláda okamžitě odmítla japonské požadavky s odůvodněním, že království Rjúkjú je nezávislým státem a nemá s Japonskem nic společného. Japonci odmítli odejít a zeptali se, zda by čínská vláda potrestala tyto „barbary na Tchaj-wanu“. Čchingské úřady vysvětlily, že na Tchaj-wanu existují dva druhy domorodců: ti, kteří jsou pod správou Čchingů, a nezávislí „suroví barbaři… mimo dosah čínské kultury. Nelze je tedy přímo ovládat“. Nepřímo naznačili, že cizinci cestující v těchto oblastech osídlených původními obyvateli musí být opatrní. Říše Čching dala Japoncům jasně najevo, že Tchaj-wan rozhodně spadá pod její jurisdikci, i když část původního obyvatelstva tohoto ostrova ještě nebyla pod vlivem čínské kultury. Čchingové také poukázali na podobné případy po celém světě, kdy původní obyvatelstvo v rámci státní hranice nebylo pod vlivem dominantní kultury této země.
Japonci nicméně v dubnu 1874 zahájili expedici na Tchaj-wan o síle 3600 vojáků. Po menších potyčkách s domorodci se japonští vojáci rozdělili do tří skupin a vesnice domorodců vypálili. O měsíc na to se náčelník mudanského kmenu vzdal. Japonci se následně na ostrovu usadili a zřídili velké tábory, bez záminky stáhnout se z ostrova. Během srpna a září však 600 vojáků náhle onemocnělo a počet obětí choroby se pak vyšplhal na 561. 10. září se začaly jednání s říší Čching. Západní mocnosti na Čínu vyvíjely tlak, aby zabránila krveprolévání s Japonskem, jelikož by to mělo negativní dopad na pobřežní obchod. Výsledkem těchto jednání bylo 30. října podepsání Pekingské dohody. Dle ní Rjúkjú začalo spadat pod vládu Japonska a Japonsku kromě toho bylo vyplaceno odškodnění ve výši 500 000 taelů (tehdejší čínská peněžní jednotka). Japonští vojáci se z Tchaj-wanu 3. prosince stáhli.

### Postoupení Tchaj-wanu v roce 1895

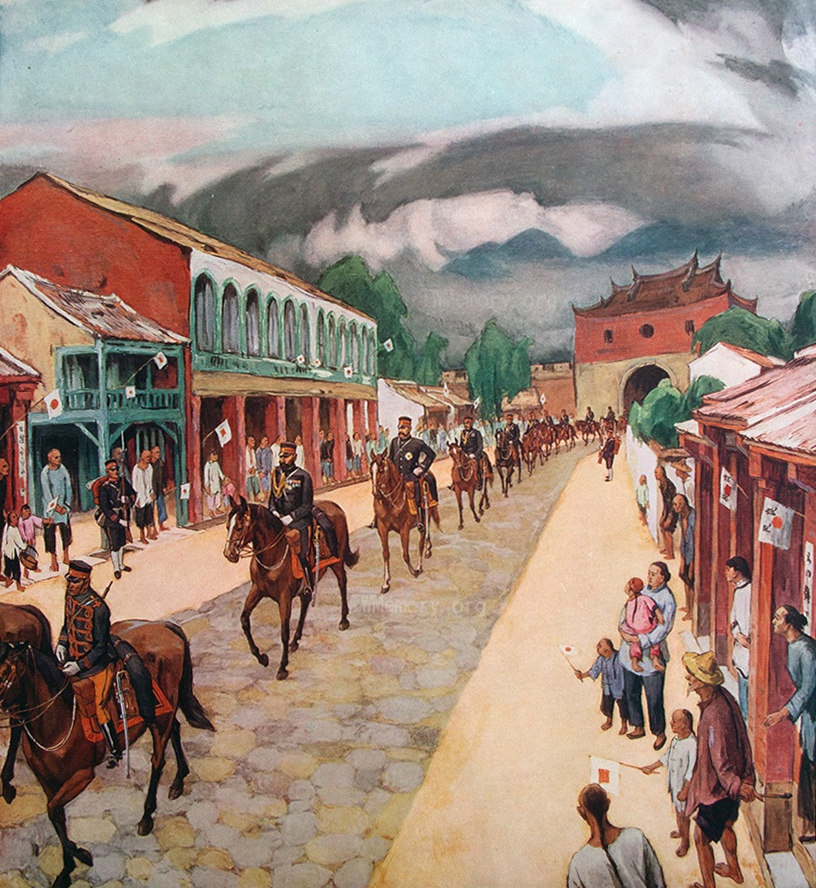
Obraz japonských vojáků vstupujících do města Tchaj-pej v roce 1895 po Šimonosecké smlouvě

V 90. letech 19. století bylo asi 45 procent Tchaj-wanu pod čchingskou správou, zatímco zbývající řídce osídlené oblasti vnitrozemí byly pod domorodou kontrolou. První čínsko-japonská válka vypukla mezi Čínou a Japonskem v roce 1894 po sporu o suverenitu Koreje. Po své porážce Čína postoupila ostrov Tchaj-wan a Peskadorské ostrovy Japonsku ve Šimonosecké smlouvě, podepsané 17. dubna 1895. Podle podmínek smlouvy, Tchaj-wan a Pescadory měly být postoupeny Japonsku natrvalo. Obě vlády měly ihned po podpisu vyslat své zástupce na Tchaj-wan, aby zahájili proces přechodu, který měl být dokončen nejpozději za dva měsíce. Protože Tchaj-wan byl postoupen smlouvou, období, které následovalo, je některými označováno jako „koloniální období“, „zatímco jiní, kteří se zaměřují na skutečnost, že to bylo vyvrcholení války, ho označují jako „okupační období“. Ceremoniál odstoupení se konal na palubě japonského plavidla, protože čínský delegát se obával odvety ze strany obyvatel Tchaj-wanu.
Anexe Tchaj-wanu pro Japonsko byla žádoucí také z hlediska produktivity a schopnosti ostrova poskytovat suroviny pro rostoucí japonskou ekonomiku a potenciálu stát se pohotovým odbytištěm pro japonské zboží. Za výhodné bylo též považováno strategické umístění Tchaj-wanu. Dle představ námořních sil Japonska měl ostrov sloužit jako jižní bašta obrany, ze které by bylo možné mít pod dozorem nejjižnější část Číny, a stejně tak i jihovýchodní část Asie.
Ačkoliv podmínky diktované Japonskem byly tvrdé, uvádí se, že čínský státník Li Chung-čang, se snažil utišit Císařovnu vdovu Cch’-si poznámkou: „ptáci nezpívají a květiny nevoní na ostrově Tchaj-wan. Muži a ženy jsou neslušní a nejsou ani vášniví." Ztráta Tchaj-wanu se v následujících letech stala pro čínské nacionalistické hnutí shromažďovacím bodem. Nová japonská koloniální vláda po příjezdu na Tchaj-wan dala obyvatelům dva roky, na výběr, zda přijmou svůj nový status japonských poddaných, nebo Tchaj-wan opustí. Méně než 10 000 obyvatel z přibližně 2,5 milionu se rozhodlo Tchaj-wan opustit.
Období vlády Japonska na Tchaj-wanu je rozděleno na tři části, během kterých převládaly rozdílné politické strategie: vojenské potlačení (1895–1915), dóka (同化 dōka): asimilace (1915–1937) a kóminka (皇民化 kōminka): japanizace (1937–1945). Pro domorodce byla zavedena samostatná politika.

### Ozbrojený odpor
Koloniální představitelé se na většině území Tchaj-wanu setkali s násilným odporem. Po japonské invazi na Tchaj-wan v roce 1895 následovalo pět měsíců nepřetržitých bojů a útoky partyzánů pokračovaly až do roku 1902. Během prvních dvou let koloniální představitelé spoléhali především na vojenskou sílu a úsilí o lokální pacifikaci. Poté, co se Japonsko v březnu roku 1895 zmocnilo Peskadorských ostrovů, převládaly na Tchaj-wanu pocity nepokoje a paniky. Představitelům Čching na ostrově bylo 20. května nařízeno, aby opustili své pozice. V následujících měsících zavládl chaos a destrukce.
Japonské vojenské složky přistály 29. května na pobřeží města Ťi-lung (Keelung) a přístav města Tan-šuej (Tamsui) byl zbombardován. Zbylé jednotky Čchingů a nepravidelné jednotky Kuang-tungu krátce bojovaly proti japonským složkám na severu. Místní domobrana a partyzánské oddíly po pádu Tchaj-peje, 7. června, pokračovaly v odporu. Na jihu japonská přistání oddálila malá složka loupežní skupiny Černá vlajka (z ang. Black Flag), kterou vedl Liou Jung-fu. Guvernér Tchang Ťing-sung se pokusil prostřednictvím nově vzniknuté Republiky Formosa (Republika Tchaj-wan) vyvinout protijaponský odpor, i když se pořád prohlašoval za stoupence říše Čching. Vyhlášení republiky mělo podle Tchanga zdržet Japonce, aby západní mocnosti byly nuceny bránit Tchaj-wan. Tento plán se rychle proměnil v chaos, jelikož se Armáda zelené zástavy a vojáci Jüe z Kuang-si dali na rabování a plenění Tchaj-wanu. Tchajpejská aristokracie si tak mohla vybrat mezi chaosem zapříčiněném bandity nebo podřízením se Japoncům, a proto vyslala Ku Sien-žunga do Ťi-lungu, aby vyzval postupující japonské složky k vstupu do Tchaj-peje a nastolení pořádku. Republika, která byla založena 25. května, po odchodě svých lídrů na pevninu za 12 dní zmizela. Liou Jung-fu sestavil dočasnou vládu v Tchaj-nanu, ale když se japonské jednotky přiblížily, také utekl na pevninu. V roce 1895 uprchlo z Tchaj-wanu něco mezi 200 000 až 300 000 lidí.
Po kapitulaci Tchaj-nanu byl Tchaj-wan prohlášen za pacifikovaný, avšak toto prohlášení bylo předčasné. V prosinci téhož roku se v severním Tchaj-wanu vyskytla řada protijaponských povstání, a tyto pak ve výskytu pokračovaly přibližně jednou za měsíc. V průběhu dalších sedm let přetrvávala řada zdlouhavých partyzánských útoků, které byly vedeny „místními bandity“ nebo „povstalci“. Po roce 1897 byly povstání čínských nacionalistů běžnou záležitostí. Japonská odvetná opatření byly často brutálnější než partyzánské útoky organizované povstalci. V červnu 1896 bylo v Jün-linském masakru zavražděných 6000 Tchajwanců. V letech 1898 až 1902 bylo kromě 6000–14 000 obětí počáteční odbojové války (v roce 1895) zabito přibližně 12 000 „banditů-povstalců“. Během konfliktu bylo zabito nebo zraněno 5300 Japonců a 27 000 jich bylo hospitalizováno.
Ideologie odporu se opíraly o různé ideály, jako například demokracii Taišó, čínský nacionalismus a rodící se tchajwanský pocit sebeurčení. Podpora odporu byla zčásti založená na příslušnosti ke společenské třídě a velké množství majetných lidí kmene Chan na Tchaj-wanu upřednostňovalo systém koloniální nadvlády před bezprávím vzpoury.
Rozsáhlý ozbrojený odpor byl do roku 1902 z velké části potlačen, ale menší povstání se znovu začaly objevovat v roku 1907. Patřily mezi ně například Povstání Pej-pchu v roce 1907, povstání organizované Luo Fu-singem v roce 1913 a Incident Tapani. V roce 1915 dal Jü Čching-fang dohromady náboženskou skupinu, která otevřeně zpochybňovala japonskou autoritu. Jednotky lidí kmenu Chan a domorodého obyvatelstva, jejímiž vůdci byli Čchiang Tching a Jü, zaútočily na několik japonských policejních stanic. 1413 členů Jüovy náboženské skupiny bylo zajato při události, která je známá jako Incident Tapani. Jü a 200 jeho přívrženců bylo popraveno. Poté, co byli Tapani rebelové poraženi, nařídil Andó Teibi druhé tchajnanské posádce, aby jako odvetný úder vykonala masakr. Vojenská policie v Tapani a Ťia-sienu vyhlásila, že omilostní všechny protijaponské bojovníky, a že ti, kteří uprchli do hor se mají vrátit zpět do své vesnice. Když se pak vrátili, bylo vesničanům nařízeno ať se seřadí v poli a kopou jámy. Následně byli zastřeleni. Podle ústní tradice při tomto incidentu zahynulo nejméně 5000–6000 lidí.

### Nenásilný odpor
I poté, co byla většina násilných způsobů obrany vyčerpána, existovaly nenásilné prostředky odporu, jako například Tchajwanská kulturní asociace (TCA, z ang. Taiwanese Cultural Association), kterou založil Čchiang Wej-šuej v roce 1921. Čchiang se narodil v roce 1891 a byl vychován na základě konfuciánského vzdělání, které mu platil otec, který se hlásil k čínské národnosti Chan. Během prvního roku na univerzitě se Čchiang připojil k tchajwanské sekci „Čínské sjednocené aliance“, kterou založil Sunjatsen. Hymna TCA, kterou Čchiang složil, propagovala přátelství mezi Čínou a Japonskem, Chany a Japonci a mír mezi Asiaty a bělochy. Tchajwance považoval za japonské občany chan-čínského původu a chtěl TCA postavit do role prostředníka mezi Čínou a Japonskem. Cílem TCA bylo také „zaujmout postoj národního sebeurčení, uzákonit osvětu ostrovanů a usilovat o zákonné rozšíření občanských práv“. Čchiang japonským autoritám řekl, že TCA není politickým hnutím a nebude se zapojovat do politiky.
Výroky o touze po sebeurčení a o tom, že Tchaj-wan patří Tchajwancům, byly v tom období možné kvůli relativně progresivní éře demokracie Taišó. V tom čase si většina intelektuálů nepřála, aby Tchaj-wan byl extenzí Japonska. V prosinci roku 1920 podal Lin Sien-tchang a dalších 178 tchajwanských obyvatel Tokiu petici, kterou se dožadovali svého sebeurčení. Byla zamítnuta. Tchajwanští intelektuálové v čele s Novou lidovou společností zahájili hnutí, jehož cílem bylo předložit japonskému parlamentu petici za zřízení samosprávného parlamentu na Tchaj-wanu a za reformu generální vlády. Japonská vláda se prvně pokusila odradit populaci od podporování tohoto hnutí tím, že nabízela jeho účastníkům členství v poradní Konzulární radě, pak ale nařídila místním samosprávám a státním školám propustit místní obyvatele podezřelé z podpory hnutí. Hnutí trvalo 13 let. Ačkoli bylo neúspěšné, přimělo japonskou vládu k tomu, že v roku 1935 zavedla místní shromáždění. Tchaj-wan měl také křesla ve sněmovně japonského parlamentu (z ang. House of Peers).
TCA měla více než 1000 členů z řad intelektuálů, statkářů, absolventů státních škol, lékařů a aristokracie. Ústředí TCA byly zřízeny po celém Tchaj-wanu, s výjimkou domorodých oblastí. Pořádali kulturní přednáškové turné a vyučovali klasickou čínštinu i jiné moderní předměty. TCA se snažila prosazovat nářečovou verzi čínského jazyka. Kulturní přednáškové turné byly považovány za slavnost, při níž se používaly petardy, tradičně používané k odhánění zla, jako způsob vyjádření zpochybnění japonské autority. Pokud byla uslyšena jakákoli kritika Japonska, policie okamžitě nařídila danému řečníkovi, aby svůj projev ukončil. V roce 1923 TCA pomohla založit Tchajwanské lidové noviny (ang. Taiwan People’s News), které vycházely v Tokiu a poté byly zasílány na Tchaj-wan. Japonské autority je podrobovaly přísné cenzuře. Zakázaly až sedm nebo osm vydání. Čchiang spolu s dalšími podal žádost o zřízení „Aliance pro tchajwanský parlament“. V Tokiu byla tato aliance považována za legální, na Tchaj-wanu ale za nelegální. V roce 1923 bylo zatčených 99 členů aliance a 18 z nich bylo postavených před soud. Čchiang byl donucen bránit se vůči obvinění z „tvrzení, že ‚na Tchaj-wanu žije 3,6 milionu lidí Čung-hua Min-cu/Chan‘ v petičních letácích“. Třináct jich bylo odsouzených, šest dostalo pokutu a sedm bylo uvězněných (včetně Čchianga). Čchiang byl uvězněn více než desetkrát.

Původní vlajka Tchajwanské lidové strany

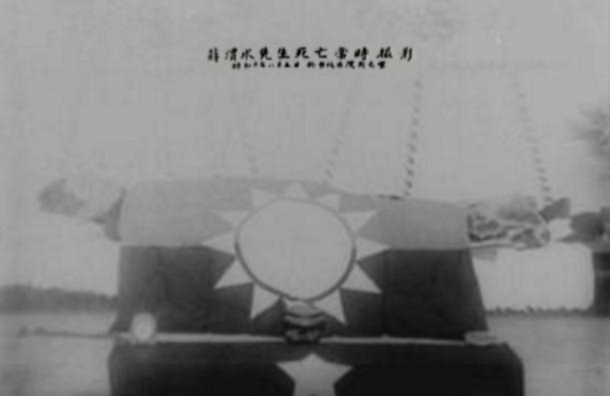
Čchiang Wej-šuej byl po své smrti přikryt původní stranickou vlajkou.

V roce 1927 se TCA rozdělila na Novou TCA a Tchajwanskou lidovou stranu (TPP, z ang. Taiwanese People’s Party). TCA byla před tímto rozdělením určitou dobu ovlivňována komunistickými ideály, což vyústilo do Čchiangova a Linova odchodu a vytvoření Tchajwanské lidové strany. Nová TCA se později stala podřízenou organizací Komunistické strany Tchaj-wanu, založené v Šanghaji v roce 1928, a také jedinou organizací, která prosazovala nezávislost Tchaj-wanu. Vlajku TPP navrhl Čchiang a inspiroval se při tom vlajkou Čínské republiky (Tchaj-wanu). Japonská koloniální vláda v únoru 1931 Tchajwanskou lidovou stranu zakázala. Téhož roku byla zakázána i TCP. Čchiang 23. srpna zemřel na břišní tyfus. Pravicově smýšlející členové, jako byl Lin Sien-tchang, kteří s Japonci spolupracovali více, však vytvořili Tchajwanskou alianci pro domácí vládu a tato organizace přežila až do 2. světové války.

### Hnutí za asimilaci
Období od prvního japonského přistání na ostrově v květnu roku 1895 až po Incident Tapani v roce 1915 se většinou označuje jako „raná léta“ japonské administrace na Tchaj-wanu. Během tohoto období se objevil výrazný odpor obyvatelstva proti japonské nadvládě, což vedlo k pochybnostem o schopnosti Japonska spravovat svou kolonii efektivně. Japonská vláda Meidži jmenovala hraběte Kodamu Gentaróa čtvrtým generálním guvernérem a Gotóa Šinpeje vedoucím vnitřních záležitostí a zavedla tak přístup k spravování, který byl založen na odměnách a trestech.
Gotó Šinpei zreformoval policejní systém a zavedl systém komunitní kontroly s názvem Hoko, který byl odvozen od čchingského systému pao-ťia. Tento systém se stal nedílnou součástí mnohých úkonů, včetně výběru daní, regulace opia a sledování obyvatelstva. Napříč ostrovem byly zřízeny policejní stanice, zatímco na domorodé oblasti dohlížely venkovské stanice, které provozovaly školy se záměrem asimilovat domorodé děti do japonské kultury.
V roce 1914 vytvořil Itagaki Taisuke s pomocí vlivných tchajwanských osobností asimilační společnost s názvem Tchaj-wan Dókakai a vedl krátce trvající asimilační hnutí. Toto hnutí se však setkalo s opozicí, která v roce 1915 vyústila do několika zatčení a rozpuštění společnosti.
Japonská koloniální politika měla do roku 1922 za cíl segregovat japonské a tchajwanské obyvatelstvo. Snahy o úplnou japanizaci Tchajwanců během období kóminka (1937-1945) byly z velké části neúspěšné a jen málokdo se stal „pravým Japoncem“. Během tohoto období byla akulturace za kontrolovaných podmínek relativně efektivní, ale úplná asimilace byla zřídkavá.

### Japanizace
Když se Japonsko v roce 1937 pustilo do totální války s Čínou, implementovalo imperiální projekt japanizace „kóminka“, který měl do tchajwanských obyvatel vštípit „japonského ducha“ a zajistit tak, že Tchajwanci by místo podporování čínského vítězství zůstali imperiálními subjekty (kómin) japonského císaře. Cílem bylo zajistit, aby si Tchajwanci nevybudovali pocit „vlastní národní identity, hrdosti, kultury, jazyka, náboženství a zvyků“. K tomu by byla nezbytná spolupráce Tchajwanců, kteří by museli být plně asimilovaní jako členové japonské společnosti. Výsledkem bylo, že dřívější společenská hnutí byla zakázána a koloniální vláda vynaložila veškeré úsilí na „Hnutí kóminka“ (皇民化運動, kōminka undō), které bylo zaměřeno na úplnou japanizaci tchajwanské společnosti. Ačkoli deklarovaným cílem byla asimilace Tchajwanců, v praxi vytvořená organizace Kóminka hókókai oddělila Japonce do samostatných bloků, přestože začlenila i tchajwanské vůdce. Tato organizace nesla zodpovědnost za zesílení válečné propagandy, dárcovské kampaně a za organizování tchajwanského života během války.
Součástí opatření kóminka bylo odstranění sekcí v čínském jazyku z novin a v dubnu roku 1937 též vyjmutí klasické čínštiny ze školních osnov. Historie Číny a Tchaj-wanu byla ze vzdělávacích osnov vymazána také. Lidé byli odrazováni od používání čínského jazyka, což mezi Tchajwanci údajně zvýšilo podíl japonských mluvčích, ale účinnost tohoto opatření je nejistá. Dokonce ani někteří členové rodin se vzorovým „národním jazykem“ z dobře vzdělaných tchajwanských domácností nedosáhli konverzační úrovně japonštiny. V roce 1940 byla zahájena kampaň za změnu jmen, která měla nahradit čínská jména japonskými. Do konce války tak učinilo sedm procent Tchajwanců. Vlastnosti tchajwanské kultury považované za „nejaponské“ nebo nežádoucí měly být nahrazeny japonskými. Kulturní projevy jako tchajwanská opera, loutkové představení, ohňostroje a pálení zlatých a stříbrných papírových fólií v chrámech byly všechny zakázány. Lidé byli na veřejnosti odrazováni od nošení čínského oblečení, žvýkání betelových ořechů a hlučného chování. Tchajwanci byli povzbuzováni k modlitbám v šintoistických svatyních a očekávalo se, že v domácnostech budou mít oltáře k uctívání papírových amuletů zasílaných z Japonska. Některým úředníkům bylo nařízeno, aby z domorodých kultovních míst odstranili náboženské modly a artefakty. Pohřby se měly konat moderním způsobem "v japonském stylu", i když nebylo úplně jasné, co to znamená.

### Druhá světová válka

#### Ženy pro potěšení
Do systému žen pro potěšení bylo zapojeno něco mezi 1000 až 2000 tchajwanských žen. V hornaté oblasti Tchaj-wanu sloužily japonskému vojenskému personálu domorodé ženy. Nejprve byly verbovány jako uklízečky a pradleny pro vojáky, poté byly nuceny k sexu. Byly hromadně znásilňovány a ve večerních hodinách sloužily jako ženy pro potěšení. Součástí systému žen pro potěšení byly také tchajwanské ženy kmene Chan z rodin s nízkými příjmy. Některé do toho byly dotlačeny z finančních důvodů, zatímco jiné byly prodány svými rodinami. Jako ženy pro potěšení však skončily i některé ženy z majetných rodin. Více než polovina těchto mladých žen byla nezletilá, některým bylo pouhých 14 let. Jen velmi málo žen z těch, které byly vyslány do zámoří, rozuměly tomu, jaký byl opravdový účel jejich cesty. Některé z žen věřily, že než se z nich stanou ženy pro potěšení, budou sloužit jako zdravotní sestry v japonské armádě. Tchajwanským ženám bylo nařízeno poskytovat japonské armádě sexuální služby „ve jménu vlastenectví“. V roku 1940 už byly na Tchaj-wanu zřízeny nevěstince, které sloužily japonským mužům.

### Konec japonské nadvlády
Poté, co se v roce 1942 Spojené státy připojily na straně Číny do vojny proti Japonsku, čínská vláda pod vedením KMT vypověděla všechny smlouvy podepsané s Japonskem před tímto datem a učinila návrat Tchaj-wanu k Číně (stejně jako Mandžusko, ovládané jako japonský válečný loutkový stát „Mandžukuo“) jedním z válečných cílů. V Káhirské deklaraci z roku 1943 vyhlásili Spojenci návrat Tchaj-wanu (včetně Peskadorských ostrovů) k Čínské republice za jeden z několika požadavků Spojenců. Káhirská deklarace nebyla nikdy podepsaná nebo ratifikovaná a není právně závazná. Japonsko bezpodmínečně kapitulovalo v roce 1945 podpisem kapitulační listiny a ukončilo svou vládu na Tchaj-wanu. Území bylo v roce 1945 předáno pod správní kontrolu Čínské republiky Správou Spojených národů pro pomoc a obnovu. Úřad vrchního velitele Spojenců nařídil japonským silám v Číně a na Tchaj-wanu, aby se vzdaly Čankajškovi, který měl jednat jako zástupce Spojenců při přijímání kapitulace na Tchaj-wanu. Generální guvernér Rikiči Andó předal správu Tchaj-wanu a Peskadorských ostrovů vedoucímu Tchajwanské vyšetřovací komise, Čchen Yimu. Vláda Čínské republiky 26. října vyhlásila, že Tchaj-wan se stal provincií Číny. Na druhou stranu, Spojenci neuznali jednostranné vyhlášení anexe Tchaj-wanu vládou Čínské republiky, protože mírová smlouva mezi Spojenci a Japonskem nebyla uzavřena.
Většina japonských obyvatel na Tchaj-wanu v přibližném počtu 300000 byla po japonské kapitulaci vykázána.

## Ekonomika

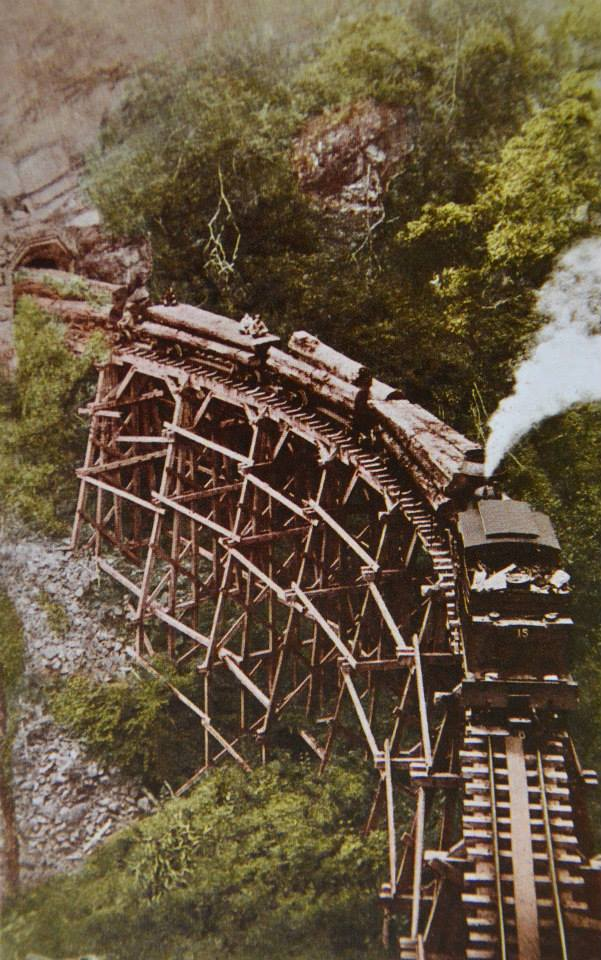
Alishanská lesní železnice během japonského období

Tchajwanská ekonomika během japonské nadvlády byla z větší části standardní koloniální ekonomikou. Jmenovitě byly lidské a přírodní zdroje Tchaj-wanu použity k podpoře rozvoje Japonska, politika, která začala za generálního guvernéra Kodamy a dosáhla svého vrcholu v roce 1943, uprostřed druhé světové války. Od roku 1900 do roku 1920 dominoval tchajwanské ekonomice cukrovarnický průmysl, zatímco v letech 1920 až 1930 byla primárním vývozním artiklem rýže. Během těchto dvou období bylo základní zásadou hospodářské politiky koloniální vlády „průmysl v Japonsku, zemědělství na Tchaj-wanu“. Po roce 1930 kvůli válečným potřebám začala koloniální vláda prosazovat politiku industrializace. Za 7. guvernéra Motodžiró Akašira byla rozsáhlá bažina ve středním Tchaj-wanu přeměněna na obrovskou přehradu za účelem vybudování vodní elektrárny pro industrializaci. Přehrada a její okolí, široce známé jako Jezero Slunce a Měsíce, se staly přední atrakcí pro turisty navštěvující Tchaj-wan.
Ačkoli se hlavní zaměření každého z těchto období lišilo, primárním cílem po celou dobu bylo zvýšení produktivity Tchaj-wanu, aby byla uspokojena poptávka v Japonsku, což se podařilo úspěšně dosáhnout. V rámci tohoto procesu byly Tchajwancům představeny nové myšlenky, koncepty a hodnoty; také bylo realizováno několik projektů veřejných prací, jako jsou železnice, veřejné školství a telekomunikace. Jak ekonomika rostla, společnost se stabilizovala, politika se postupně liberalizovala a podpora koloniální vlády začala narůstat. Tchaj-wan tak sloužil jako výkladní skříň japonské propagandy o koloniálních snahách v celé Asii, jak bylo ukázáno na tchajwanské výstavě v roce 1935.

## Obyvatelstvo
Jako součást důrazu kladeného na vládní kontrolu, koloniální vláda provedla podrobná sčítání Tchaj-wanu každých pět let počínaje rokem 1905. Statistiky ukázaly míru růstu populace 0,988 až 2,835 % za rok po celou dobu japonské vlády. V roce 1905 měl Tchaj-wan zhruba 3 milionu obyvatel. Do roku 1940 se počet obyvatel zvýšil na 5,87 milionu a do konce druhé světové války v roce 1946 to bylo 6,09 milionu.